# Andrzej Dąbrowski (polityk)
Andrzej Wojciech Dąbrowski (ur. 25 grudnia 1972 we Wrocławiu) – polski polityk, urzędnik i samorządowiec, poseł na Sejm VII kadencji.

## Życiorys
W 2002 ukończył politologię na Wydziale Nauk Społecznych Uniwersytetu Wrocławskiego, a w 2009 studia podyplomowe na tej samej uczelni w zakresie samorządu terytorialnego. Zatrudniony w administracji publicznej, został dyrektorem Kłodzkiego Centrum Kultury, Sportu i Rekreacji. Zaangażował się w działalność polityczną w ramach Prawa i Sprawiedliwości, stanął na czele powiatowych i miejskich władz tego ugrupowania. Został także działaczem Klubu „Gazety Polskiej” i PCK.
W wyborach samorządowych w 2010 bezskutecznie kandydował na burmistrza Nowej Rudy, uzyskał natomiast mandat radnego powiatu kłodzkiego. Został przewodniczącym klubu radnych PiS. W wyborach parlamentarnych w 2011 bez powodzenia startował z 4. miejsca na liście Prawa i Sprawiedliwości w okręgu wałbrzyskim, otrzymując 4188 głosów. Uzyskał jednak mandat poselski w miejsce Bogdana Święczkowskiego, który nie złożył ślubowania w związku z odmową zrzeczenia się funkcji prokuratora w stanie spoczynku. Andrzej Dąbrowski zadeklarował objęcie mandatu i przystąpienie do KP Solidarna Polska. 17 listopada 2011 złożył ślubowanie poselskie. Zaangażował się w budowę struktur powstałej w 2012 partii Solidarna Polska. 10 stycznia 2013 związał się jednak z Polskim Stronnictwem Ludowym, zostając posłem tego ugrupowania. Należał także do koła tej partii w Oławie. W marcu 2014 opuścił PSL, po czym związał się z Polską Razem, zostając jej kandydatem w wyborach do Parlamentu Europejskiego. W lipcu 2014 zasiadł w klubie poselskim Sprawiedliwa Polska (od marca 2015 pod nazwą Zjednoczona Prawica). Został członkiem zarządu Polski Razem w województwie dolnośląskim, a także zarządu krajowego. W lipcu 2015 został czasowo zawieszony w prawach członka partii. Nie ubiegał się w tym samym roku o poselską reelekcję. Po przekształceniu w listopadzie 2017 Polski Razem w Porozumienie, zasiadł w zarządzie tej partii w okręgu wrocławskim. W 2021 przeszedł do Partii Republikańskiej. Zasiadł w jej w radzie krajowej i został pełnomocnikiem na województwo dolnośląskie.